# Mărașu
Mărașu is een Roemeense gemeente in het district Brăila.
Mărașu telt 3288 inwoners.